# Itanium

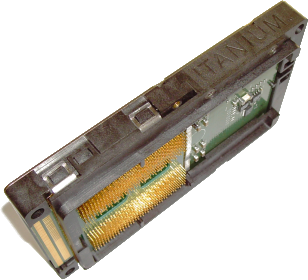
De Itanium-processor

Architectuur van de Itanium-processor

De Itanium (codenaam: Merced) was een microprocessor (CPU) van Intel die bedoeld was als topmodel in de lijn van hun processoren. De Itanium werd vanaf het begin ontworpen als een 64 bits-processor en is niet compatibel met de x86-architectuur, maar kan wel een x86-processor emuleren.
Er zijn versies van de besturingssystemen Linux, VMS, HP-UX, Windows Server 2003 en Windows Server 2008 die op de Itanium kunnen draaien.
Op 8 februari 2010 lanceerde Intel de 3de generatie Itaniums, codenaam Tukwila. De Itanium 9300 wordt gebakken op een 65nm-proces, heeft 2 tot 4 kernen (met hyper-threading) en 24 MiB geïntegreerd cache-geheugen.
Met Tukwila is ook Intel QuickPath Interconnect (QPI) naar de Itanium gekomen: de geheugencontroller is op de processor geïntegreerd en kan direct het geheugen en I/O-hubs aanspreken, iets dat voor het eerst bij de Nehalem-microarchitectuur gebruikt werd. Hierdoor kunnen Tukwila en Nehalem dezelfde chipsets gebruiken.

## Einde
Door de snelle evolutie van de x86- en x86-64-architectuur verloor de Itanium steeds meer marktaandeel. In mei 2017 bracht Intel de Itanium 9700 uit en liet weten dat dit de laatste uit de reeks was.